# Parti du centre (Pologne)
Pour les articles homonymes, voir Parti du centre.

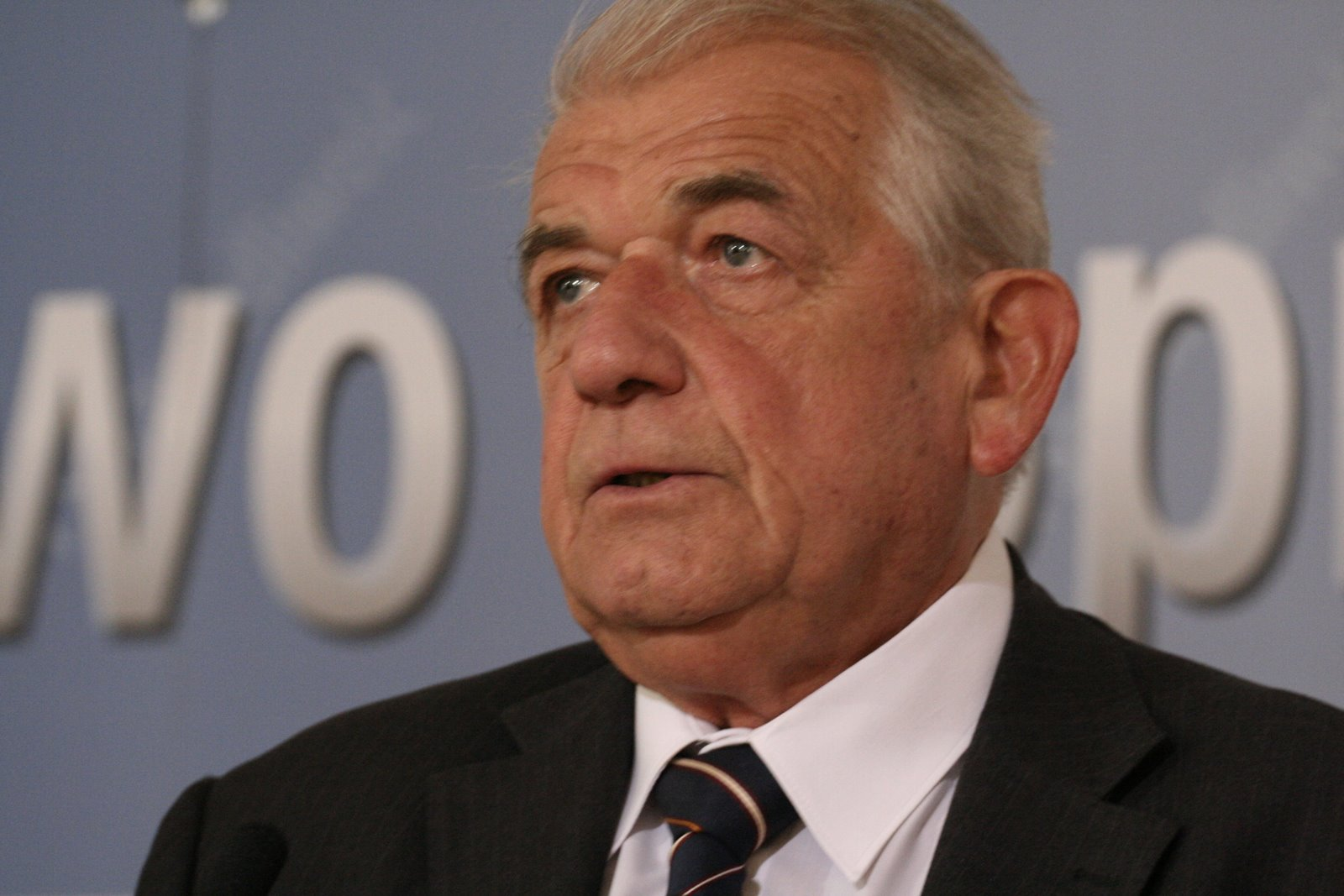
Zbigniew Religa, figure la plus importante du parti du centre polonais, quoique membre du parti "Droit et justice" de 2007 à 2009.

Le parti du centre (partia Centrum) est un parti politique polonais dirigé par un ancien ministre de l'économie, Janusz Steinhoff.
Fondé en avril 2004, ce parti politique s'est engagé dans une ligne conservatrice modérée, son programme se rattachant par de nombreux points aux idées chrétiennes-sociales. Les membres de ce parti proviennent pour l'essentiel de la défunte Alliance électorale Solidarité (AWS) (Akcja Wyborcza Solidarność), ainsi que d'autres partis conservateurs.
Si le parti est dirigé par Janusz Steinhoff, sa figure la plus connue est Zbigniew Religa, candidat à la présidentielle en 2005. Il s'est désisté au second tour, appelant à voter pour Donald Tusk. Lors des élections législatives de la même année, le parti du centre n'est pas parvenu à atteindre le quorum (5 %) et n'est donc pas représenté au parlement.
Le parti a été dissous en 2008.
Ses membres ont rejoint majoritairement la Plate-forme civique (PO) ou le Droit et justice (PiS). Certains ont participé à une relance du Parti conservateur-populaire.
- Site officiel